# Giacinto Gaggia

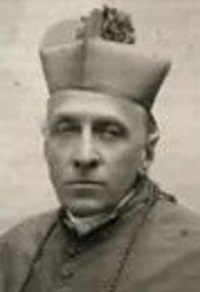
Giacinto Gaggia

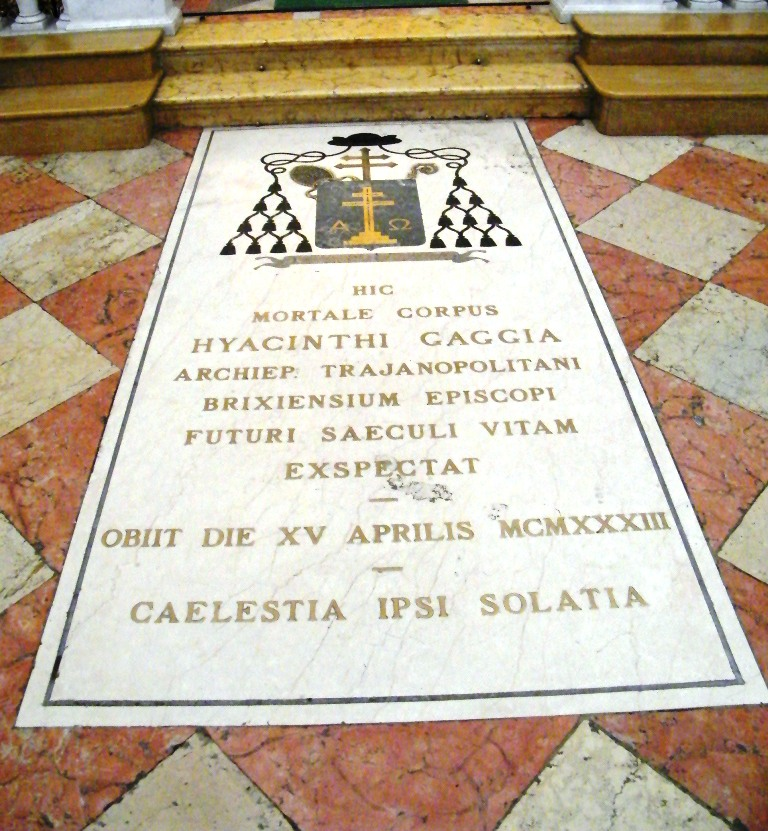
Grab im Dom von Brescia

Giacinto Gaggia (* 8. Oktober 1847 in Verolanuova; † 15. April 1933 in Brescia) war ein italienischer Geistlicher, Titularerzbischof von Traianopolis und Bischof von Brescia.

## Leben
Gaggia studierte in Brescia und Rom Theologie und wurde am 2. April 1870 in der Kapelle des Collegio Lombardo in Rom zum Priester geweiht. Zurück in Brescia war er zunächst Religionslehrer im Kleinen Seminar und schließlich dreißig Jahre lang Professor für Kirchenrecht, Kirchengeschichte und Homiletik am Priesterseminar in Brescia. Er führte als einer der ersten Theologen Italiens neue Entwicklungen in der Kanonistik und Kirchengeschichte ein. Neben seiner akademischen Tätigkeit war er ab 1886 auch Seelsorger in der Katholischen Jugend und in zahlreichen Ämtern in der Leitung des Bistums tätig.
Papst Pius X. ernannte ihn 1909 zum Weihbischof von Brescia. Die Bischofsweihe empfing er am 3. Mai 1909 in der Kirche Santi Giovanni e Paolo am Monte Celio in Rom durch Kardinal Francesco Satolli, den Erzpriester der Lateranbasilika. Am 5. Juli 1912 wurde er zusätzlich zum Generalvikar ernannt. Nach dem Tod von Bischof Corna wurde er am 21. Mai 1913 zum Kapitularvikar und am 28. Oktober 1913 zum Bischof von Brescia ernannt. Unter seinen Seminaristen, die er in Brescia persönlich zu Priestern weihte, war auch Giovanni Battista Montini, der spätere Papst Paul VI.
Papst Benedikt XV ernannte Gaggia mit einem Breve vom 12. August 1921 zum Päpstlichen Thronassistenten, Papst Pius XI erhob ihn zusätzlich zum Titularerzbischof von Traianopolis. Sein besonderes Engagement galt der Katholischen Aktion, der Priesterausbildung und den vom aufkommenden Faschismus verfolgten Priestern. 1929  verweigerte er aus Protest gegen Mussolini die Teilnahme am Plebiszit.
Bischof Gaggia verstarb am 15. April 1933 im 86. Lebensjahr.